# Serdar Aziz
Serdar Aziz (Bursa, 23 de outubro de 1990), é um futebolista turco que atua como zagueiro. Atualmente, joga pelo Fenerbahçe.

## Carreira
Aziz começou a carreira no Bursaspor em 2008.
No dia 31 de janeiro de 2019 Aziz foi anunciado oficialmente pelo Fenerbahçe.

## Seleção
Aziz fez a sua estreia pela Seleção Turca de Futebol em 14 de novembro de 2014, em um jogo das qualificações para o Campeonato Europeu de Futebol de 2016 contra Cazaquistão e marcou um gol de cabeça nessa partida aos 83 minutos.

## Títulos
Bursaspor
- Campeonato Turco: 2009–10

Galatasaray
- Campeonato Turco: 2017–18
- Copa da Turquia: 2022–23
- Supercopa da Turquia: 2016